# Orthomyxoviridae
Orthomyxoviridés
Famille
Classification phylogénétique
- Famille : Orthomyxoviridae
  - Genre : Alphainfluenzavirus
    - Espèce : virus de la grippe A
      - sous-type H1N1
      - sous-type H1N2
      - sous-type H2N2
      - sous-type H2N3
      - sous-type H3N1
      - sous-type H3N2
      - sous-type H3N8
      - sous-type H5N1
      - sous-type H5N2
      - sous-type H5N3
      - sous-type H5N6
      - sous-type H5N8
      - sous-type H5N9
      - sous-type H6N1
      - sous-type H6N2
      - sous-type H7N1
      - sous-type H7N2
      - sous-type H7N3
      - sous-type H7N4
      - sous-type H7N7
      - sous-type H7N9
      - sous-type H9N2
      - sous-type H10N7

  - Genre : Betainfluenzavirus
    - Espèce : virus de la grippe B

  - Genre : Gammainfluenzavirus
    - Espèce : virus de la grippe C

  - Genre : Deltainfluenzavirus
    - Espèce : virus de la grippe D

  - Genre : Isavirus
    - Espèce : isavirus du saumon

  - Genre : Quaranjavirus
    - Espèce :  Q. araguariense
    - Espèce :  Q. chadense
    - Espèce :  Q. johnstonense
    - Espèce :  Q. quaranfilense
    - Espèce :  Q. tyulekense
    - Espèce :  Q. wellfleetense

  - Genre : Thogotovirus
    - Espèce :  thogotovirus Dhori
    - Espèce :  thogotovirus Thogoto

Les Orthomyxoviridae sont une famille de virus à ARN monocaténaire de polarité négative de l'ordre des Articulavirales. Ils rassemblent notamment les quatre types de virus de la grippe. Les virus de cette famille ont un génome segmenté, c'est-à-dire divisé en segments d'acides nucléiques distincts. Dans le cas des Orthomyxoviridae, il s'agit de six à huit segments d'ARN monocaténaire de polarité négative. La longueur totale de ce génome est comprise entre 12 000 et 15 000 nucléotides.

## Types d'infections
Les quatre premiers genres regroupent les virus responsables de la grippe chez les vertébrés, y compris les oiseaux, les porcs, les humains, et d'autres mammifères comme les pinnipèdes (phoques, otaries et morses) alors que le genre Isavirus infecte les saumons et le genre Thogotovirus infecte vertébrés et invertébrés, comme des moustiques et des parasites de poissons.
- Le virus de la grippe A est la cause de toutes les pandémies de grippe et infecte les humains, les autres mammifères et les oiseaux ;
- Le virus de la grippe B infecte les humains et les phoques ;
- Le virus de la grippe C infecte les humains et les porcs ;
- Le virus de la grippe D infecte les porcs et les bœufs mais pas encore les humains.